# 小行星列表/103001-103100
| 名稱                         | 臨時編號   | 發現日期       | 發現地點     | 發現者                         |
| ---------------------------- | ---------- | -------------- | ------------ | ------------------------------ |
| 小行星103001                 | 1999 XW95  | 1999年12月9日  | 大泉天文台   | 小林隆男                       |
| 小行星103002                 | 1999 XH98  | 1999年12月7日  | 索科罗       | 林肯近地小行星研究小组         |
| 小行星103003                 | 1999 XN98  | 1999年12月7日  | 索科罗       | 林肯近地小行星研究小组         |
| 小行星103004                 | 1999 XR98  | 1999年12月7日  | 索科罗       | 林肯近地小行星研究小组         |
| 小行星103005                 | 1999 XN99  | 1999年12月7日  | 索科罗       | 林肯近地小行星研究小组         |
| 小行星103006                 | 1999 XW99  | 1999年12月7日  | 索科罗       | 林肯近地小行星研究小组         |
| 小行星103007                 | 1999 XD100 | 1999年12月7日  | 索科罗       | 林肯近地小行星研究小组         |
| 小行星103008                 | 1999 XX100 | 1999年12月7日  | 索科罗       | 林肯近地小行星研究小组         |
| 小行星103009                 | 1999 XW101 | 1999年12月7日  | 索科罗       | 林肯近地小行星研究小组         |
| 小行星103010                 | 1999 XQ102 | 1999年12月7日  | 索科罗       | 林肯近地小行星研究小组         |
| 小行星103011                 | 1999 XG103 | 1999年12月7日  | 索科罗       | 林肯近地小行星研究小组         |
| 小行星103012                 | 1999 XT103 | 1999年12月7日  | 索科罗       | 林肯近地小行星研究小组         |
| 小行星103013                 | 1999 XV103 | 1999年12月7日  | 索科罗       | 林肯近地小行星研究小组         |
| 小行星103014                 | 1999 XD104 | 1999年12月9日  | 静冈县       | 香川哲男                       |
| 小行星103015Gianfrancomarcon | 1999 XF104 | 1999年12月8日  | Campo Catino | Campo Catino                   |
| 小行星103016Davidčástek      | 1999 XH105 | 1999年12月8日  | 奥德热幽夫   | P. Pravec、P. Kušnirák         |
| 小行星103017                 | 1999 XR105 | 1999年12月11日 | 瓦哈卡州     | J. M. Roe                      |
| 小行星103018                 | 1999 XW105 | 1999年12月11日 | 大泉天文台   | 小林隆男                       |
| 小行星103019                 | 1999 XG106 | 1999年12月11日 | 普雷斯科特   | P. G. Comba                    |
| 小行星103020                 | 1999 XP106 | 1999年12月4日  | 卡特林那     | 卡特林那巡天系统               |
| 小行星103021                 | 1999 XM109 | 1999年12月4日  | 卡特林那     | 卡特林那巡天系统               |
| 小行星103022                 | 1999 XU109 | 1999年12月4日  | 卡特林那     | 卡特林那巡天系统               |
| 小行星103023                 | 1999 XD110 | 1999年12月4日  | 卡特林那     | 卡特林那巡天系统               |
| 小行星103024                 | 1999 XG110 | 1999年12月4日  | 卡特林那     | 卡特林那巡天系统               |
| 小行星103025                 | 1999 XQ110 | 1999年12月5日  | 卡特林那     | 卡特林那巡天系统               |
| 小行星103026                 | 1999 XN111 | 1999年12月8日  | 卡特林那     | 卡特林那巡天系统               |
| 小行星103027                 | 1999 XS112 | 1999年12月11日 | 索科罗       | 林肯近地小行星研究小组         |
| 小行星103028                 | 1999 XJ114 | 1999年12月11日 | 索科罗       | 林肯近地小行星研究小组         |
| 小行星103029                 | 1999 XL114 | 1999年12月11日 | 索科罗       | 林肯近地小行星研究小组         |
| 小行星103030                 | 1999 XH115 | 1999年12月4日  | 卡特林那     | 卡特林那巡天系统               |
| 小行星103031                 | 1999 XN115 | 1999年12月4日  | 卡特林那     | 卡特林那巡天系统               |
| 小行星103032                 | 1999 XJ116 | 1999年12月5日  | 卡特林那     | 卡特林那巡天系统               |
| 小行星103033                 | 1999 XP116 | 1999年12月5日  | 卡特林那     | 卡特林那巡天系统               |
| 小行星103034                 | 1999 XD117 | 1999年12月5日  | 卡特林那     | 卡特林那巡天系统               |
| 小行星103035                 | 1999 XY117 | 1999年12月5日  | 卡特林那     | 卡特林那巡天系统               |
| 小行星103036                 | 1999 XP118 | 1999年12月5日  | 卡特林那     | 卡特林那巡天系统               |
| 小行星103037                 | 1999 XK119 | 1999年12月5日  | 卡特林那     | 卡特林那巡天系统               |
| 小行星103038                 | 1999 XR119 | 1999年12月5日  | 卡特林那     | 卡特林那巡天系统               |
| 小行星103039                 | 1999 XB121 | 1999年12月5日  | 卡特林那     | 卡特林那巡天系统               |
| 小行星103040                 | 1999 XH121 | 1999年12月5日  | 卡特林那     | 卡特林那巡天系统               |
| 小行星103041                 | 1999 XN121 | 1999年12月5日  | 卡特林那     | 卡特林那巡天系统               |
| 小行星103042                 | 1999 XO122 | 1999年12月7日  | 卡特林那     | 卡特林那巡天系统               |
| 小行星103043                 | 1999 XP122 | 1999年12月7日  | 卡特林那     | 卡特林那巡天系统               |
| 小行星103044                 | 1999 XH123 | 1999年12月7日  | 卡特林那     | 卡特林那巡天系统               |
| 小行星103045                 | 1999 XH128 | 1999年12月7日  | 索科罗       | 林肯近地小行星研究小组         |
| 小行星103046                 | 1999 XU128 | 1999年12月12日 | 索科罗       | 林肯近地小行星研究小组         |
| 小行星103047                 | 1999 XV128 | 1999年12月12日 | 索科罗       | 林肯近地小行星研究小组         |
| 小行星103048                 | 1999 XW128 | 1999年12月12日 | 索科罗       | 林肯近地小行星研究小组         |
| 小行星103049                 | 1999 XF129 | 1999年12月12日 | 索科罗       | 林肯近地小行星研究小组         |
| 小行星103050                 | 1999 XV129 | 1999年12月12日 | 索科罗       | 林肯近地小行星研究小组         |
| 小行星103051                 | 1999 XD130 | 1999年12月12日 | 索科罗       | 林肯近地小行星研究小组         |
| 小行星103052                 | 1999 XT131 | 1999年12月12日 | 索科罗       | 林肯近地小行星研究小组         |
| 小行星103053                 | 1999 XH134 | 1999年12月12日 | 索科罗       | 林肯近地小行星研究小组         |
| 小行星103054                 | 1999 XL134 | 1999年12月12日 | 索科罗       | 林肯近地小行星研究小组         |
| 小行星103055                 | 1999 XR134 | 1999年12月5日  | 索科罗       | 林肯近地小行星研究小组         |
| 小行星103056                 | 1999 XX134 | 1999年12月5日  | 索科罗       | 林肯近地小行星研究小组         |
| 小行星103057                 | 1999 XN135 | 1999年12月8日  | 索科罗       | 林肯近地小行星研究小组         |
| 小行星103058                 | 1999 XQ135 | 1999年12月8日  | 索科罗       | 林肯近地小行星研究小组         |
| 小行星103059                 | 1999 XV136 | 1999年12月14日 | 喷泉山       | C. W. Juels                    |
| 小行星103060                 | 1999 XD137 | 1999年12月5日  | 可可尼诺县   | 洛厄尔天文台近地小行星搜寻计划 |
| 小行星103061                 | 1999 XZ138 | 1999年12月5日  | 基特峰       | 太空监视                       |
| 小行星103062                 | 1999 XU139 | 1999年12月2日  | 基特峰       | 太空监视                       |
| 小行星103063                 | 1999 XL140 | 1999年12月2日  | 基特峰       | 太空监视                       |
| 小行星103064                 | 1999 XF141 | 1999年12月3日  | 基特峰       | 太空监视                       |
| 小行星103065                 | 1999 XH141 | 1999年12月4日  | 基特峰       | 太空监视                       |
| 小行星103066                 | 1999 XO141 | 1999年12月15日 | 基特峰       | 太空监视                       |
| 小行星103067                 | 1999 XA143 | 1999年12月14日 | 索科罗       | 林肯近地小行星研究小组         |
| 小行星103068                 | 1999 XD145 | 1999年12月7日  | 基特峰       | 太空监视                       |
| 小行星103069                 | 1999 XN145 | 1999年12月7日  | 基特峰       | 太空监视                       |
| 小行星103070                 | 1999 XC148 | 1999年12月7日  | 基特峰       | 太空监视                       |
| 小行星103071                 | 1999 XU150 | 1999年12月8日  | 基特峰       | 太空监视                       |
| 小行星103072                 | 1999 XJ151 | 1999年12月13日 | 可可尼诺县   | 洛厄尔天文台近地小行星搜寻计划 |
| 小行星103073                 | 1999 XO151 | 1999年12月7日  | 基特峰       | 太空监视                       |
| 小行星103074                 | 1999 XZ151 | 1999年12月7日  | 基特峰       | 太空监视                       |
| 小行星103075                 | 1999 XC152 | 1999年12月8日  | 基特峰       | 太空监视                       |
| 小行星103076                 | 1999 XM152 | 1999年12月13日 | 可可尼诺县   | 洛厄尔天文台近地小行星搜寻计划 |
| 小行星103077                 | 1999 XA153 | 1999年12月7日  | 索科罗       | 林肯近地小行星研究小组         |
| 小行星103078                 | 1999 XX153 | 1999年12月8日  | 索科罗       | 林肯近地小行星研究小组         |
| 小行星103079                 | 1999 XS157 | 1999年12月8日  | 索科罗       | 林肯近地小行星研究小组         |
| 小行星103080                 | 1999 XG158 | 1999年12月8日  | 索科罗       | 林肯近地小行星研究小组         |
| 小行星103081                 | 1999 XQ158 | 1999年12月8日  | 索科罗       | 林肯近地小行星研究小组         |
| 小行星103082                 | 1999 XO159 | 1999年12月8日  | 索科罗       | 林肯近地小行星研究小组         |
| 小行星103083                 | 1999 XY159 | 1999年12月8日  | 索科罗       | 林肯近地小行星研究小组         |
| 小行星103084                 | 1999 XO160 | 1999年12月8日  | 索科罗       | 林肯近地小行星研究小组         |
| 小行星103085                 | 1999 XB161 | 1999年12月12日 | 索科罗       | 林肯近地小行星研究小组         |
| 小行星103086                 | 1999 XZ161 | 1999年12月13日 | 索科罗       | 林肯近地小行星研究小组         |
| 小行星103087                 | 1999 XW162 | 1999年12月8日  | 基特峰       | 太空监视                       |
| 小行星103088                 | 1999 XD163 | 1999年12月8日  | 基特峰       | 太空监视                       |
| 小行星103089                 | 1999 XL163 | 1999年12月8日  | 基特峰       | 太空监视                       |
| 小行星103090                 | 1999 XO163 | 1999年12月8日  | 基特峰       | 太空监视                       |
| 小行星103091                 | 1999 XJ164 | 1999年12月8日  | 索科罗       | 林肯近地小行星研究小组         |
| 小行星103092                 | 1999 XU164 | 1999年12月8日  | 索科罗       | 林肯近地小行星研究小组         |
| 小行星103093                 | 1999 XD166 | 1999年12月10日 | 索科罗       | 林肯近地小行星研究小组         |
| 小行星103094                 | 1999 XA167 | 1999年12月10日 | 索科罗       | 林肯近地小行星研究小组         |
| 小行星103095                 | 1999 XH167 | 1999年12月10日 | 索科罗       | 林肯近地小行星研究小组         |
| 小行星103096                 | 1999 XM167 | 1999年12月10日 | 索科罗       | 林肯近地小行星研究小组         |
| 小行星103097                 | 1999 XJ168 | 1999年12月10日 | 索科罗       | 林肯近地小行星研究小组         |
| 小行星103098                 | 1999 XA173 | 1999年12月10日 | 索科罗       | 林肯近地小行星研究小组         |
| 小行星103099                 | 1999 XL173 | 1999年12月10日 | 索科罗       | 林肯近地小行星研究小组         |
| 小行星103100                 | 1999 XU173 | 1999年12月10日 | 索科罗       | 林肯近地小行星研究小组         |

| 上一頁： 102901-103000 | 小行星列表 103001-103100 | 下一頁： 103101-103200 |